# Víctor Víctor
Víctor Víctor, nacido Víctor José Víctor Rojas  (Santiago de los Caballeros, República Dominicana; 11 de diciembre de 1948 - Santo Domingo; 16 de julio de 2020) fue un cantautor y guitarrista dominicano de música popular.

## Biografía
Nació el 11 de diciembre de 1948 en Santiago de los Caballeros, Provincia de Santiago, en el barrio Los Pepines. Víctor era hijo de José Víctor y de Avelina Rojas.
A comienzos de los años 70, siendo percusionista y guitarrista, comenzó a trabajar con la orquesta de Wilfrido Vargas y, en 1972, grabó el tema El Camino de los Amantes. Poco tiempo después, esa misma canción lo proyectó internacionalmente como compositor al ser interpretada por Felipe Pirela.
Falleció en la ciudad de Santo Domingo en el Hospital General Plaza de la Salud el 16 de julio de 2020, debido a la COVID-19.

## Compromiso social
Compositor de alta sensibilidad humana, sus canciones siempre han demostrado un compromiso con el sentir popular.
Fue fundador, junto a Sonia Silvestre, del grupo Nueva Forma en los años 70. Este grupo, enmarcado en lo que se denominó la canción protesta, participó en el Festival Siete Días con el Pueblo en 1974.
Fue también de los primeros artistas dominicanos en viajar a Cuba, cuando este tipo de viajes estaba prohibido por el gobierno dominicano.
En el año 2007, grabó un disco con canciones de contenido social titulado Verde y Negro, como un homenaje a los luchadores por la libertad del pueblo dominicano.

## Relevancia
Autor de gran cantidad de canciones, sus letras y melodías han sido cantadas por muchos intérpretes de la canción popular en Iberoamérica y España, como Dyango, Milly Quezada, Celia Cruz, Marc Anthony, Rubby Pérez y Azúcar Moreno, entre otros.
En 1990,  su producción Inspiraciones, en especial su tema Mesita de Noche, contribuyó a proyectar la bachata en el plano internacional, dejando de ser un género marginal de la música dominicana para convertirse, a futuro, en un fenómeno de masas nacional e internacional.
En su producción Bachata Entre Amigos del 2006, disco producido por el guitarrista Juan Francisco Ordóñez, interpretó a dúo y en bachata, éxitos clásicos de cantautores como Serrat, Sabina, Silvio Rodríguez y Fito Páez, entre otros. Muchos de esos autores interpretaron por primera vez sus canciones en ese ritmo.

## Discografía
- Álbum Rojo (1973)
- Chile Vive (1974)
- Neruda Raíz y Geografía (1974)
- Cotidiano (1985)
- Con Sus Flores y Sus Vainas (1986)
- En Son de Felicidad (con Francis Santana) (1982)
- Artistas por la Paz / Cara o Cruz (con José Antonio Rodríguez) (1986)
- Flamboyán (1987)
- Inspiraciones (1990)
- Tu Corazón (1993)
- Un Chin de Veneno (1994)
- Alma de Barrio (1994)
- Cajita de Música (1996)
- Recuento I (1998)
- Pisando Rayas (2001)
- Bachata Entre Amigos (2006)
- Verde y Negro (2007)
- Rojo Rosa (2009)